# Curling-Pazifik-Asienmeisterschaft 2018
Die Curling-Pazifik-Asienmeisterschaften 2018 fanden vom 3. bis 10. November im Gangneung Curling Centre in Gangneung, Südkorea, statt.
Bei den Männern gewann Japan und bei den Frauen Südkorea. Sie qualifizierten sich zusammen mit den jeweils Zweitplatzierten (Männer: China; Frauen: Japan) für die Weltmeisterschaft 2019 der Herren bzw. Damen.

## Männer

### Teams
An der Meisterschaft der Männer nahmen neun Mannschaften teil.
| Australien | Volksrepublik China                                                                                         | Chinesisch Taipeh |
| --- | --- | --- |
| Fourth: Dean Hewitt Skip: Jay Merchant Second: Dustin Armstrong Skip: Steve Johns                                        | Skip: Zou Qiang Third: Wang Zhiyu Second: Shao Zhilin Lead: Xu Jingtao Alternate: Jiang Dongxu              | Skip: Randolph Shen Third: Nicolas Hsu Second: Brendon Liu Lead: Ting-Li Lin Alternate: Henry Cheng                             |
| Hongkong | Japan | Kasachstan |
| Skip: Jason Chang Third: Derek Leung Second: Justin Chen Lead: Martin Yan Alternate: Teddie Leung                        | Skip: Yūta Matsumura Third: Tetsurō Shimizu Second: Yasumasa Tanida Lead: Shinya Abe Alternate: Kosuke Aita | Skip: Viktor Kim Third: Abylaikhan Zhuzbay Second: Roman Kazimirchik Lead: Muzdybay Kudaibergenov Alternate: Azizbek Nadirbayev |
| Katar | Neuseeland                                                                                                  | Südkorea |
| Skip: Nassar Alyafei Third: Ahmed Al-Fahad Second: Abdulrahman Ali-Mohsen Lead: Abdulrahman Alyafei Alternate: Salim Ali | Skip: Scott Becker Third: Simon Neilson Second: Anton Hood Lead: Warren Dobson Alternate: Peter Becker      | Skip: Kim Soo-Hyuk Third: Keong Byeong-Jin Second: Lee Jeong-Jae Lead: Lee Dong-Hyeong Alternate: Hwang Hyeon-Jun               |

### Round Robin

#### Ergebnisse
| Datum | Zeit  | Begegnung                               | Resultat |
| ----- | ----- | --------------------------------------- | -------- |
| 3.11. | 18:30 | Südkorea – Volksrepublik China          | 6:8      |
|       |       | Kasachstan – Hongkong                   | 4:7      |
|       |       | Chinesisch Taipeh – Katar               | 10:3     |
|       |       | Japan – Australien                      | 7:3      |
| 4.11. | 9:00  | Kasachstan – Australien                 | 6:7      |
|       |       | Japan – Neuseeland                      | 12:1     |
|       |       | Hongkong – Volksrepublik China          | 3:10     |
|       |       | Katar – Südkorea                        | 1:11     |
|       | 19:00 | Katar – Hongkong                        | 3:13     |
|       |       | Südkorea – Australien                   | 7:3      |
|       |       | Neuseeland – Kasachstan                 | 14:8     |
|       |       | Chinesisch Taipeh – Volksrepublik China | 2:9      |
| 5.11. | 14:00 | Neuseeland – Katar                      | 8:4      |
|       |       | Hongkong – Südkorea                     | 6:10     |
|       |       | Kasachstan – Chinesisch Taipeh          | 12:5     |
|       |       | Volksrepublik China – Japan             | 9:5      |
| 6.11. | 08:00 | Chinesisch Taipeh – Südkorea            | 4:11     |
|       |       | Volksrepublik China – Kasachstan        | 9:5      |
|       |       | Katar – Japan                           | 2:15     |
|       |       | Australien – Neuseeland                 | 3:4      |

| Datum | Zeit  | Begegnung                        | Resultat |
| ----- | ----- | -------------------------------- | -------- |
| 6.11. | 16:00 | Australien – Chinesisch Taipeh   | 3:10     |
|       |       | Katar – Volksrepublik China      | 1:13     |
|       |       | Japan – Südkorea                 | 8:7      |
|       |       | Neuseeland – Hongkong            | 10:6     |
| 7.11. | 9:00  | Japan – Kasachstan               | 9:2      |
|       |       | Australien – Katar               | 13:3     |
|       |       | Südkorea – Neuseeland            | 6:8      |
|       |       | Hongkong – Chinesisch Taipeh     | 3:8      |
| 7.11. | 19:00 | Volksrepublik China – Neuseeland | 8:6      |
|       |       | Chinesisch Taipeh – Japan        | 5:6      |
|       |       | Australien – Hongkong            | 4:10     |
|       |       | Südkorea – Kasachstan            | 15:3     |
| 8.11. | 14:00 | Hongkong – Japan                 | 2:13     |
|       |       | Neuseeland – Chinesisch Taipeh   | 4:7      |
|       |       | Volksrepublik China – Australien | 8:6      |
|       |       | Kasachstan – Katar               | 11:2     |

#### Endstand Round Robin
| Schlüssel | Schlüssel     |
| --------- | ------------- |
|           | Playoff-Platz |

| Land                | Skip           | Siege | Niederl. |
| ------------------- | -------------- | ----- | -------- |
| Volksrepublik China | Zou Qiang      | 8     | 0        |
| Japan               | Yūta Matsumura | 7     | 1        |
| Neuseeland          | Scott Becker   | 5     | 3        |
| Südkorea            | Kim Soo-Hyuk   | 5     | 3        |
| Chinesisch Taipeh   | Randolph Shen  | 4     | 4        |
| Hongkong            | Jason Chang    | 3     | 5        |
| Australien          | Steve Johns    | 2     | 6        |
| Kasachstan          | Viktor Kim     | 2     | 6        |
| Katar               | Nassar Alyafei | 0     | 8        |

### Playoffs
|  | Halbfinale | Halbfinale          | Halbfinale |   |                     | Finale           | Finale           | Finale           |
|  |            |                     |            |   |                     |                  |                  |                  |
|  |            |                     |            |   |                     |                  |                  |                  |
|  | 1          | Volksrepublik China | 9          |   |                     |                  |                  |                  |
|  | 4          | Südkorea            | 6          |   |                     |                  |                  |                  |
|  |            |                     |            | 1 | Volksrepublik China | 7                |                  |                  |
|  |            |                     |            |   | 2                   | Japan            | 9                |                  |
|  | 2          | Japan               | 8          |   |                     |                  |                  |                  |
|  | 3          | Neuseeland          | 3          |   |                     | Spiel um Platz 3 | Spiel um Platz 3 | Spiel um Platz 3 |
|  |            |                     |            |   |                     | 4                | Südkorea         | 9                |
|  | 3          | Neuseeland          | 8          |   |                     |                  |                  |                  |
|  |            |                     |            |   |                     |                  |                  |                  |

#### Halbfinale
9. November 9:00 Uhr
| Team       |    | 1 | 2 | 3 | 4 | 5 | 6 | 7 | 8 | 9 | 10 | Gesamt |
| ---------- | -- | - | - | - | - | - | - | - | - | - | -- | ------ |
| Japan      | 🔨 | 2 | 0 | 0 | 1 | 2 | 1 | 1 | 0 | 1 | X  | 8      |
| Neuseeland |    | 0 | 1 | 1 | 0 | 0 | 0 | 0 | 1 | 0 | X  | 3      |

9. November 19:00 Uhr
| Team                |    | 1 | 2 | 3 | 4 | 5 | 6 | 7 | 8 | 9 | 10 | Gesamt |
| ------------------- | -- | - | - | - | - | - | - | - | - | - | -- | ------ |
| Südkorea            |    | 0 | 2 | 0 | 0 | 2 | 1 | 0 | 1 | 0 | X  | 6      |
| Volksrepublik China | 🔨 | 3 | 0 | 1 | 2 | 0 | 0 | 1 | 0 | 2 | X  | 9      |

#### Spiel um Platz 3
10. November 8:30 Uhr
| Team       |    | 1 | 2 | 3 | 4 | 5 | 6 | 7 | 8 | 9 | 10 | Gesamt |
| ---------- | -- | - | - | - | - | - | - | - | - | - | -- | ------ |
| Südkorea   |    | 0 | 1 | 0 | 1 | 0 | 2 | 1 | 0 | 3 | 1  | 9      |
| Neuseeland | 🔨 | 2 | 0 | 1 | 0 | 2 | 0 | 0 | 3 | 0 | 0  | 8      |

#### Finale
10. November 16.30 Uhr
| Team                |    | 1 | 2 | 3 | 4 | 5 | 6 | 7 | 8 | 9 | 10 | Gesamt |
| ------------------- | -- | - | - | - | - | - | - | - | - | - | -- | ------ |
| Japan               |    | 1 | 0 | 2 | 2 | 0 | 0 | 2 | 1 | 0 | 1  | 9      |
| Volksrepublik China | 🔨 | 0 | 2 | 0 | 0 | 3 | 2 | 0 | 0 | 0 | 0  | 7      |

### Endstand
| Platz | Land                |
| ----- | ------------------- |
| 1     | Japan               |
| 2     | Volksrepublik China |
| 3     | Südkorea            |
| 4     | Neuseeland          |
| 5     | Chinesisch Taipeh   |
| 6     | Hongkong            |
| 7     | Australien          |
| 8     | Kasachstan          |
| 9     | Katar               |

Japan und die Volksrepublik China sind für die Weltmeisterschaft 2019 in Lethbridge, Kanada, qualifiziert. Südkorea und Neuseeland sind für das Qualifikationsturnier zur Weltmeisterschaft (World Qualification Event) 2019 in Naseby, Neuseeland qualifiziert und haben damit die Möglichkeit, sich doch noch einen Startplatz für die Weltmeisterschaft zu sichern.

## Frauen

### Teams
An der Meisterschaft der Frauen nahmen sieben Mannschaften teil.
| Australien | Volksrepublik China                                                                         | Hongkong                                                                                            | Japan |
| --- | ------------------------------------------------------------------------------------------- | --------------------------------------------------------------------------------------------------- | --- |
| Skip: Tahli Gill Third: Laurie Weeden Second: Lynette Gill Lead: Kirby Gill                                                          | Fourth: Jiang Yilun Skip: Liu Sijia Second: Dong Ziqi Lead: Jiang Xindi Alternate: Wang Rui | Skip: Ling-Yue Hung Third: Julie Morrison Second: Ada Shang Lead: Ashura Wong Alternate: Grace Bugg | Skip: Satsuki Fujisawa Third: Chinami Yoshida Second: Yūmi Suzuki Lead: Yurika Yoshida Alternate: Kotomi Ishizaki |
| Kasachstan | Katar                                                                                       | Südkorea                                                                                            | |
| Skip: Sitora Alliyarova Third: Anastassiya Spirikova Second: Angelina Ebauyer Lead: Regina Ebauyer Alternate: Yekaterina Kolykhalova | Skip: Mabarka Al-Abdulla Third: Lara Shaikhahmed Second: Sara Al-Qaet Lead: Amna Al-Qaet    | Skip: Kim Min-ji Third: Kim Hye-rin Second: Yang Tae-i Lead: Kim Su-jin                             | |

### Round Robin
| Datum | Zeit  | Begegnung                        | Resultat |
| ----- | ----- | -------------------------------- | -------- |
| 4.11. | 14:00 | Volksrepublik China – Südkorea   | 6:5      |
|       |       | Katar – Hongkong                 | 2:16     |
|       |       | Japan – Australien               | 20:0     |
| 5.11. | 9:00  | Japan – Kasachstan               | 13:3     |
|       |       | Katar – Volksrepublik China      | 0:25     |
|       |       | Südkorea – Australien            | 9:3      |
|       | 19:00 | Volksrepublik China – Kasachstan | 9:0      |
|       |       | Hongkong – Japan                 | 2:12     |
|       |       | Südkorea – Katar                 | 16:0     |
| 6.11. | 12:00 | Hongkong – Volksrepublik China   | 3:12     |
|       |       | Australien – Katar               | 11:6     |
|       |       | Kasachstan – Südkorea            | 4:12     |

| Datum | Zeit  | Begegnung                        | Resultat |
| ----- | ----- | -------------------------------- | -------- |
| 6.11. | 20:00 | Katar – Japan                    | 1:19     |
|       |       | Australien – Volksrepublik China | 1:12     |
|       |       | Hongkong – Kasachstan            | 6:9      |
| 7.11. | 14:00 | Kasachstan – Australien          | 8:9      |
|       |       | Südkorea – Hongkong              | 6:4      |
|       |       | Volksrepublik China – Japan      | 7:8      |
| 8.11. | 09:00 | Australien – Hongkong            | 5:9      |
|       |       | Japan – Südkorea                 | 7:4      |
|       |       | Kasachstan – Katar               | 11:1     |

| Schlüssel | Schlüssel     |
| --------- | ------------- |
|           | Playoff Platz |

| Land                | Skip               | Siege | Niederl. |
| ------------------- | ------------------ | ----- | -------- |
| Japan               | Satsuki Fujisawa   | 6     | 0        |
| Volksrepublik China | Liu Sijia          | 5     | 1        |
| Südkorea            | Kim Min-ji         | 4     | 2        |
| Hongkong*           | Ling-Yue Hung      | 2     | 4        |
| Kasachstan*         | Sitora Alliyarova  | 2     | 4        |
| Australien*         | Tahli Gill         | 2     | 4        |
| Katar               | Mabarka Al-Abdulla | 0     | 6        |

* Wegen des Gleichstands wurde durch eine Draw Shot Challenge ermittelt, wer als vierte Mannschaft in die Playoffs einzieht. Die Challenge wurde von Hongkong gewonnen.

### Playoffs
|  | Halbfinale | Halbfinale          | Halbfinale |   |       | Finale           | Finale           | Finale           |
|  |            |                     |            |   |       |                  |                  |                  |
|  |            |                     |            |   |       |                  |                  |                  |
|  | 1          | Japan               | 13         |   |       |                  |                  |                  |
|  | 4          | Hongkong            | 3          |   |       |                  |                  |                  |
|  |            |                     |            | 1 | Japan | 8                |                  |                  |
|  |            |                     |            |   | 3     | Südkorea         | 12               |                  |
|  | 2          | Volksrepublik China | 4          |   |       |                  |                  |                  |
|  | 3          | Südkorea            | 7          |   |       | Spiel um Platz 3 | Spiel um Platz 3 | Spiel um Platz 3 |
|  |            |                     |            |   |       | 4                | Hongkong         | 3                |
|  | 2          | Volksrepublik China | 8          |   |       |                  |                  |                  |
|  |            |                     |            |   |       |                  |                  |                  |

#### Halbfinale
8. November 19:00 Uhr
| Team                |    | 1 | 2 | 3 | 4 | 5 | 6 | 7 | 8 | 9 | 10 | Gesamt |
| ------------------- | -- | - | - | - | - | - | - | - | - | - | -- | ------ |
| Südkorea            |    | 0 | 1 | 0 | 3 | 1 | 1 | 0 | 0 | 1 | X  | 7      |
| Volksrepublik China | 🔨 | 0 | 0 | 1 | 0 | 0 | 0 | 2 | 1 | 0 | X  | 4      |

9. November 14:00 Uhr
| Team     |    | 1 | 2 | 3 | 4 | 5 | 6 | 7 | 8 | 9 | 10 | Gesamt |
| -------- | -- | - | - | - | - | - | - | - | - | - | -- | ------ |
| Japan    | 🔨 | 2 | 4 | 1 | 0 | 2 | 2 | 2 | 0 | X | X  | 13     |
| Hongkong |    | 0 | 0 | 0 | 1 | 0 | 0 | 0 | 2 | X | X  | 3      |

#### Spiel um Platz 3
10. November 8:30 Uhr
| Team                |    | 1 | 2 | 3 | 4 | 5 | 6 | 7 | 8 | 9 | 10 | Gesamt |
| ------------------- | -- | - | - | - | - | - | - | - | - | - | -- | ------ |
| Hongkong            |    | 1 | 0 | 0 | 0 | 0 | 1 | 1 | 0 | 0 | 0  | 3      |
| Volksrepublik China | 🔨 | 0 | 2 | 1 | 1 | 0 | 0 | 0 | 0 | 2 | 2  | 8      |

#### Finale
10. November 12:30 Uhr
| Team     |    | 1 | 2 | 3 | 4 | 5 | 6 | 7 | 8 | 9 | 10 | Gesamt |
| -------- | -- | - | - | - | - | - | - | - | - | - | -- | ------ |
| Japan    | 🔨 | 1 | 0 | 2 | 0 | 3 | 0 | 0 | 2 | 0 | 0  | 8      |
| Südkorea |    | 0 | 2 | 0 | 1 | 0 | 2 | 2 | 0 | 2 | 3  | 12     |

### Endstand
| Platz | Land                |
| ----- | ------------------- |
| 1     | Südkorea            |
| 2     | Japan               |
| 3     | Volksrepublik China |
| 4     | Hongkong            |
| 5     | Kasachstan          |
| 6     | Australien          |
| 7     | Katar               |

Südkorea und Japan sind für die Weltmeisterschaft 2019 in Silkeborg, Dänemark, qualifiziert. Die Volksrepublik China und Hongkong sind für das Qualifikationsturnier zur Weltmeisterschaft (World Qualification Event) 2019 in Naseby, Neuseeland qualifiziert und haben damit die Möglichkeit, sich doch noch einen Startplatz für die Weltmeisterschaft zu sichern.